# Flavio Dalmacio
Flavio Dalmacio (en latín, Flavius Dalmatius), también conocido como Dalmacio el Censor, fue un miembro de la dinastía Constantiniana, medio hermano de Constantino I el Grande, que ocupó el cargo de censor romano en 333 y murió en 337.

## Familia
Dalmacio era hijo de Constancio Cloro y Flavia Maximiana Teodora, y por lo tanto hermano por parte de padre del emperador Constantino I. Pasó su juventud en la ciudad gala de Tolosa. Es probable que ahí nacieran sus dos hijos, Dalmacio y Anibaliano. 

## Carrera
A mediados de los años 320, Flavio Dalmacio se trasladó a Constantinopla, a la corte de Constantino, y fue nombrado cónsul y censor en 333.
En Antioquía, Flavio fue responsable de la seguridad de las fronteras orientales del imperio. Durante este periodo examinó el caso del obispo Atanasio de Alejandría, el importante oponente del arrianismo, que había sido acusado de asesinato. En 334 Flavio sofocó la revuelta de Calocaerus, usurpador que se había proclamado emperador en Chipre. En el año siguiente envió tropas al consejo de Tiro para salvar la vida de Atanasio.
Sus dos hijos fueron nombrados altos cargos de la administración de Constantino, pero tanto Flavio Dalmacio como sus hijos murieron durante las purgas que siguieron a la muerte del emperador en mayo de 337.